# Shabana FC
Der Shabana Football Club ist ein kenianischer Fußballverein mit Sitz in Kisii. Der Klub spielt aktuell in der ersten Liga, der Kenyan Premier League.

## Geschichte
Der Verein wurde 1980 vom in Kisii ansässigen Geschäftsmann Dogo Khan gegründet. 

## Erfolge
- Kenianischer Zweitligameister: 2022/23  ▲

## Stadion
Die Mannschaft trägt ihre Heimspiele im Gusii Stadium in Kisii aus. Das Stadion hat ein Fassungsvermögen von 5000 Personen.